# NGC 5638
NGC 5638 (również PGC 51787 lub UGC 9308) – galaktyka eliptyczna (E1), znajdująca się w gwiazdozbiorze Panny. Odkrył ją William Herschel 30 kwietnia 1786 roku.